# Alma Guillermoprieto

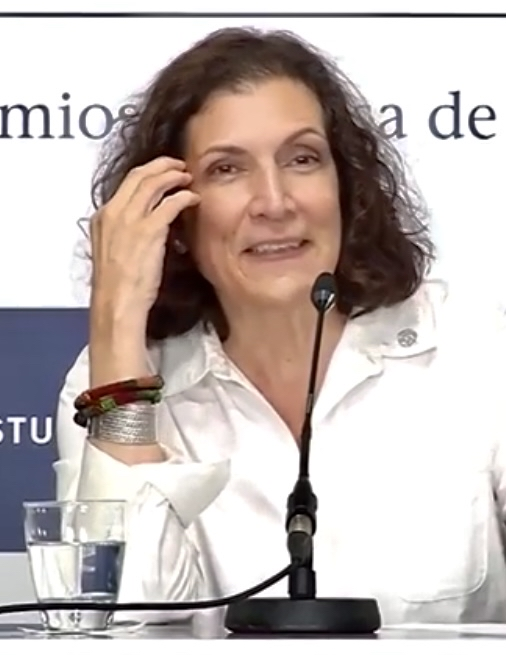
Alma Guillermoprieto

Alma Guillermoprieto (Mexico-Stad, 27 mei 1946) is een Mexicaans journaliste.
Guillermoprieto is een afstammeling van de negentiende-eeuwse liberale politicus en intellectueel Guillermo Prieto. Ze is afkomstig uit Mexico-Stad maar verhuisde in haar tienerjaren met haar familie naar New York, waar zij een dansopleiding volgde. Van 1962 tot 1973 was ze professioneel danser. In de jaren 70 begon ze als verslaggever te werken voor eerst The Guardian en later de Washington Post. Guillermoprieto heeft altijd voor Amerikaanse media gewerkt, maar heeft zich wel vooral gericht op berichtgeving over Latijns-Amerika.
In 1982 wist het Front Farabundo Martí voor Nationale Bevrijding (FMLN) haar samen met Raymond Bonner en Susan Meiselas haar het dorp El Mozote in El Salvador binnen te smokkelen, waar in december van het voorgaande jaar meer dan 900 dorpelingen door het leger uitgemoord waren. Bonner en Guillermoprieto wisten zo voor het eerst nieuws over dit bloedbad de wereld in te brengen. Hoewel het verhaal aanvankelijk werd afgedaan als "communistische propaganda" en zij zelfs werden teruggeroepen, is later bevestigd dat het bloedbad wel degelijk heeft plaatsgevonden.
In latere jaren heeft Guillermoprieto onder andere geschreven over het Lichtend Pad in Peru, over de Colombiaanse Burgeroorlog en de Vuile Oorlog in Argentinië en heeft zij meerdere boeken over de recente geschiedenis van Latijns-Amerika op haar naam staan.